# Tierra Colorada, Tabasco
Tierra Colorada är en ort i Mexiko.   Den ligger i kommunen Macuspana och delstaten Tabasco, i den sydöstra delen av landet, 700 km öster om huvudstaden Mexico City. Tierra Colorada ligger 3 meter över havet och antalet invånare är 202.
Terrängen runt Tierra Colorada är mycket platt. Runt Tierra Colorada är det ganska tätbefolkat, med 65 invånare per kvadratkilometer. Trakten runt Tierra Colorada består till största delen av jordbruksmark.